# Astragalus nigrodentatus
Astragalus nigrodentatus là một loài thực vật có hoa trong họ Đậu. Loài này được N. Ulziykh. ex Podl. & L.R. Xu mô tả khoa học đầu tiên năm 2004.